# گاز-۲۱

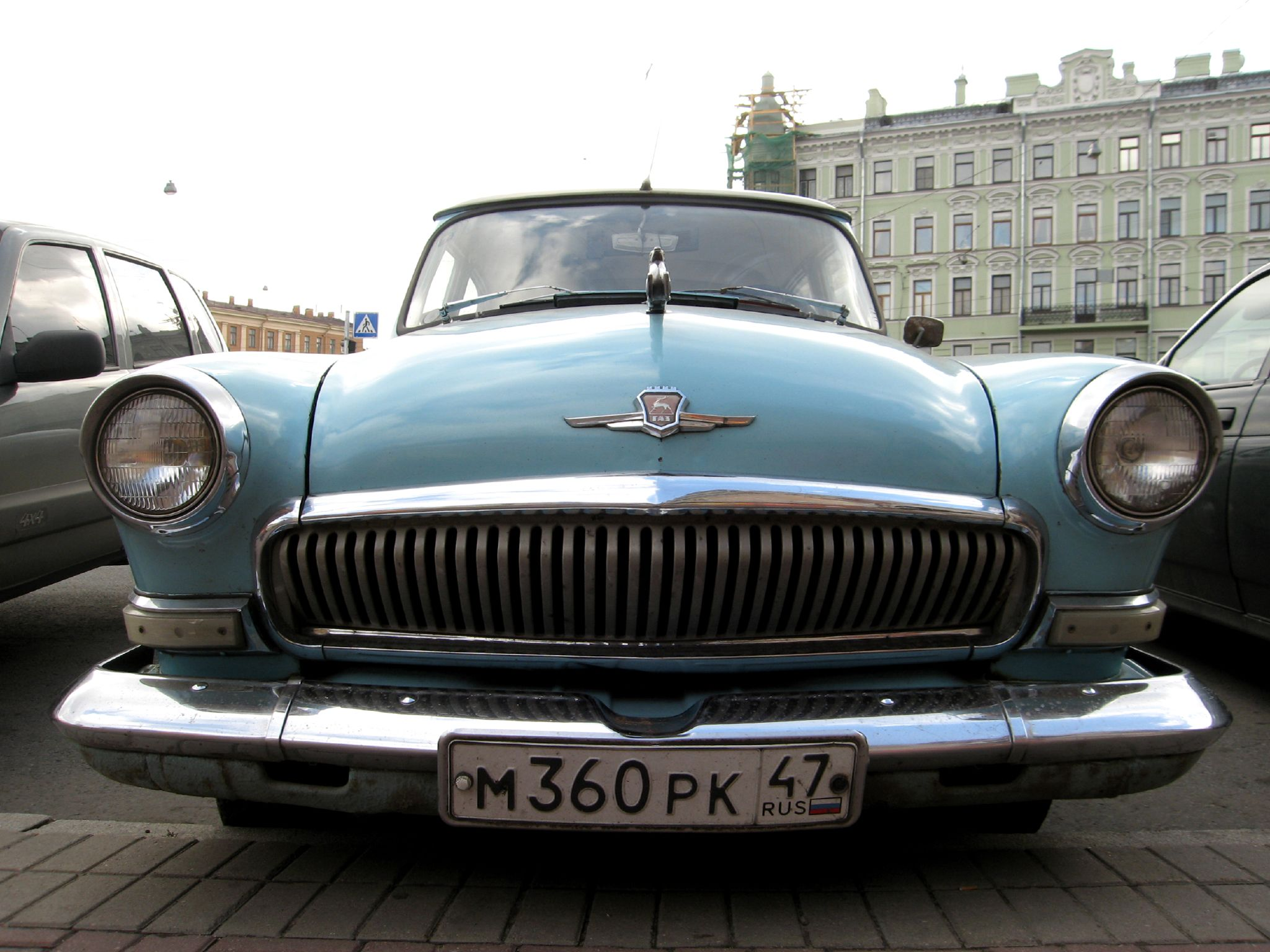

گاز-۲۱ (GAZ-۲۱) خودرویی است که در سال‌های ۱۹۵۶ تا ۱۹۷۰تولید شده‌است. طول آن در حالت طبیعی ۴٬۳۸۰ میلیمتر (۱۷۲ اینچ) است. جعبه‌دندهٔ آن ۳ دنده به دو صورت خودکار و دستی است.

## نگارخانه

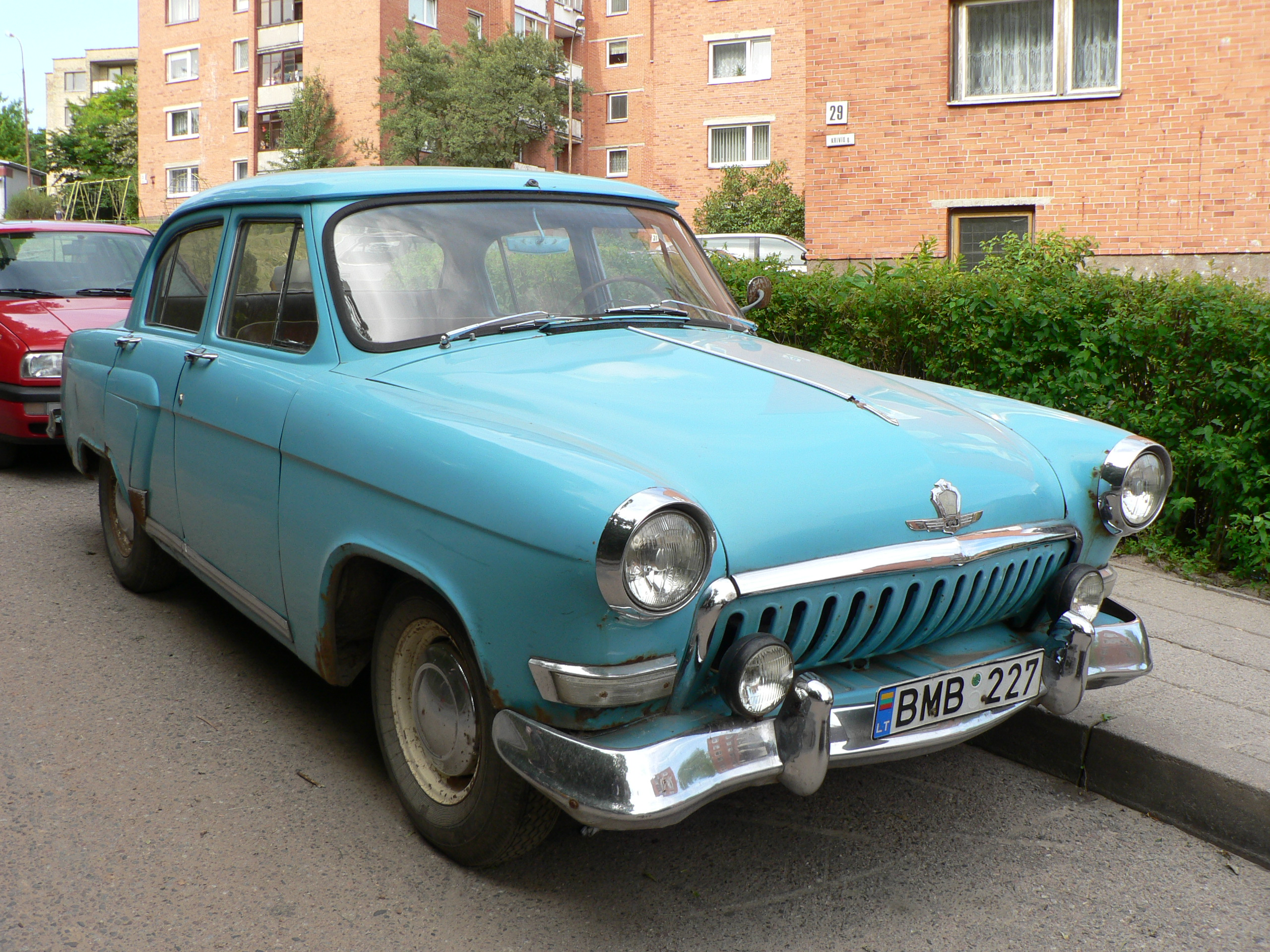
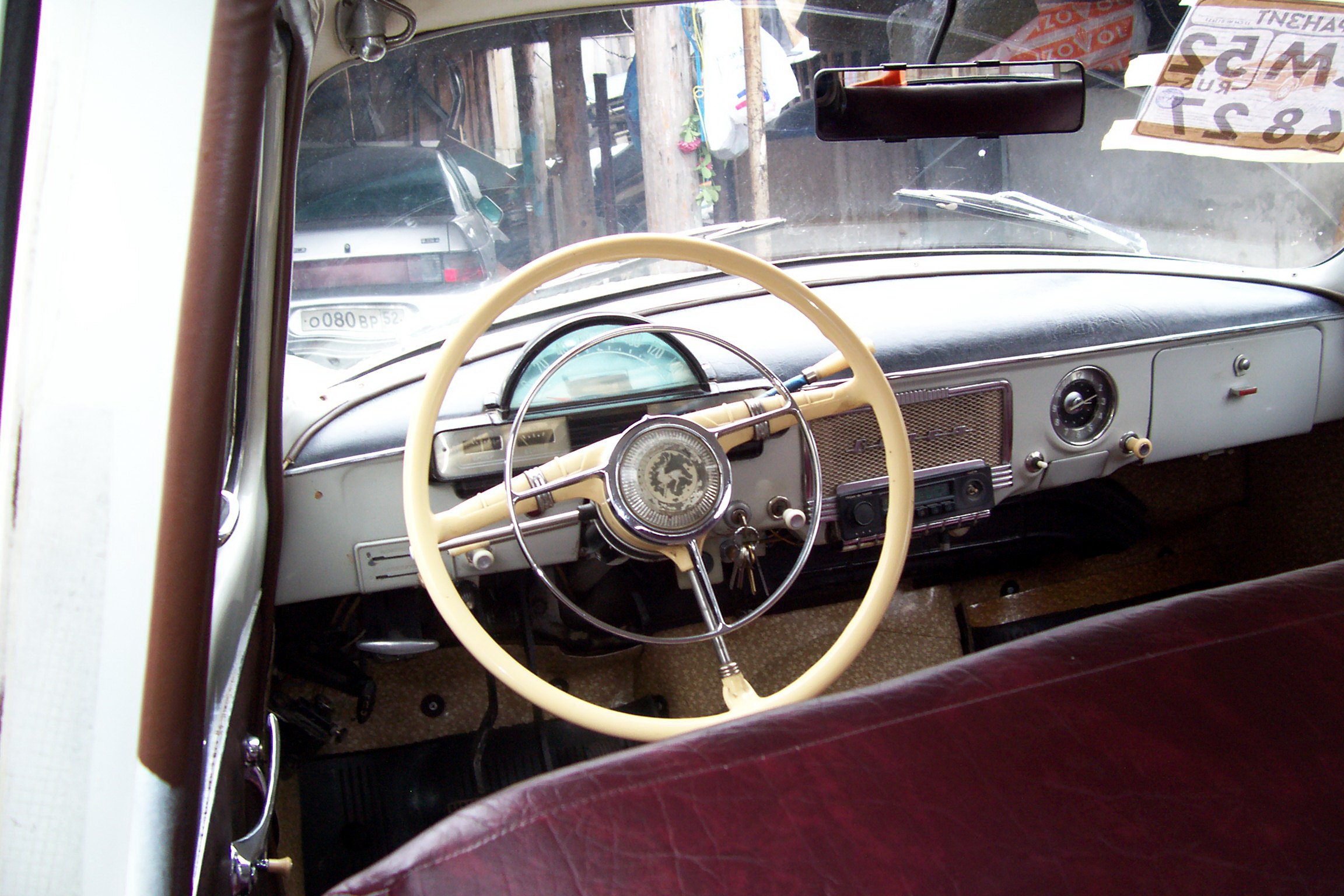
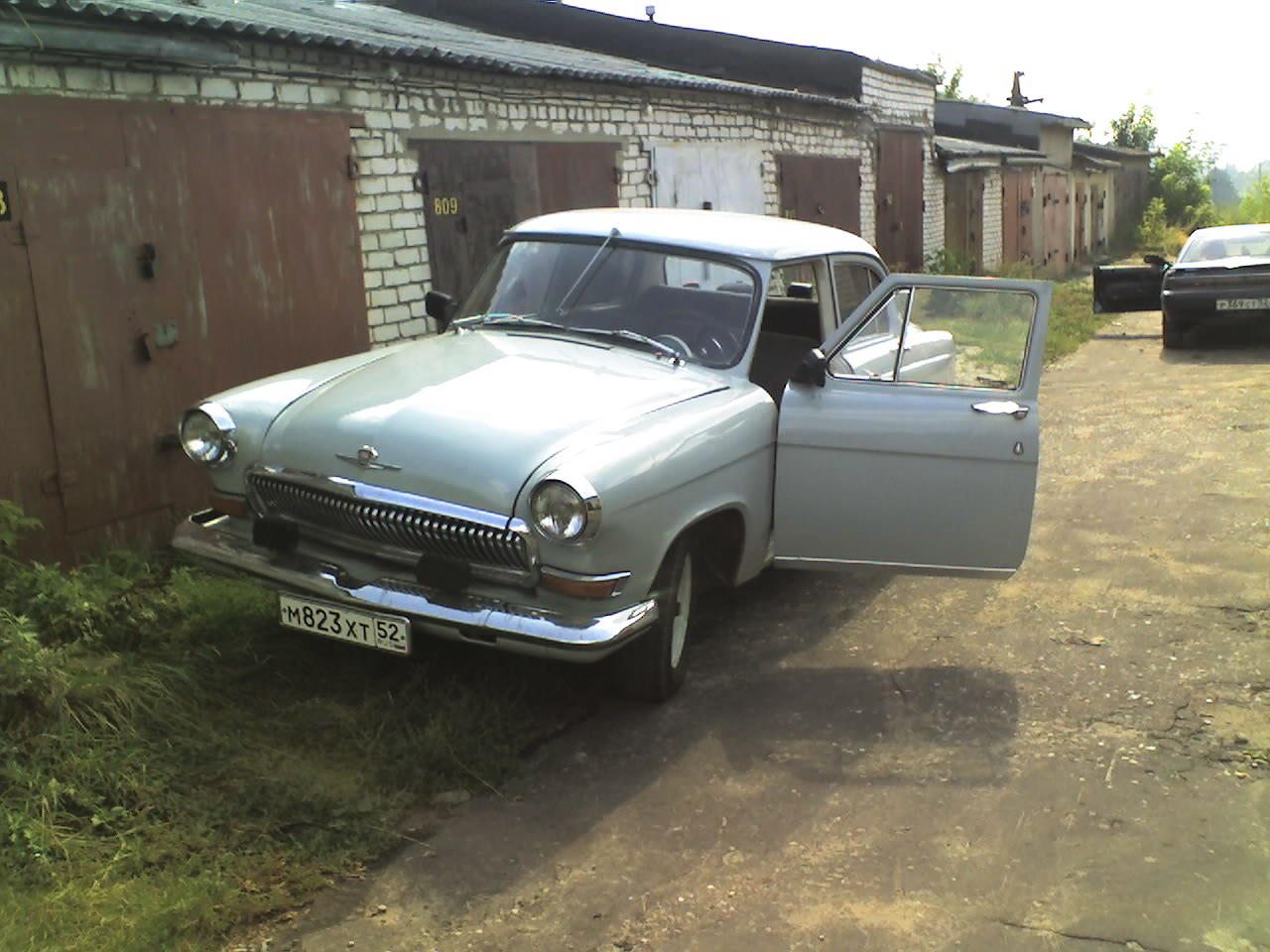
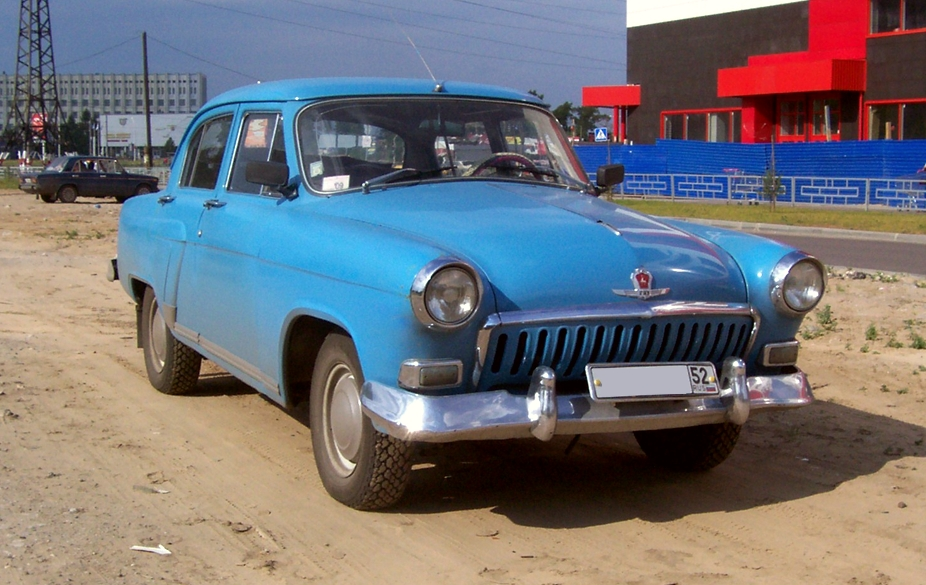
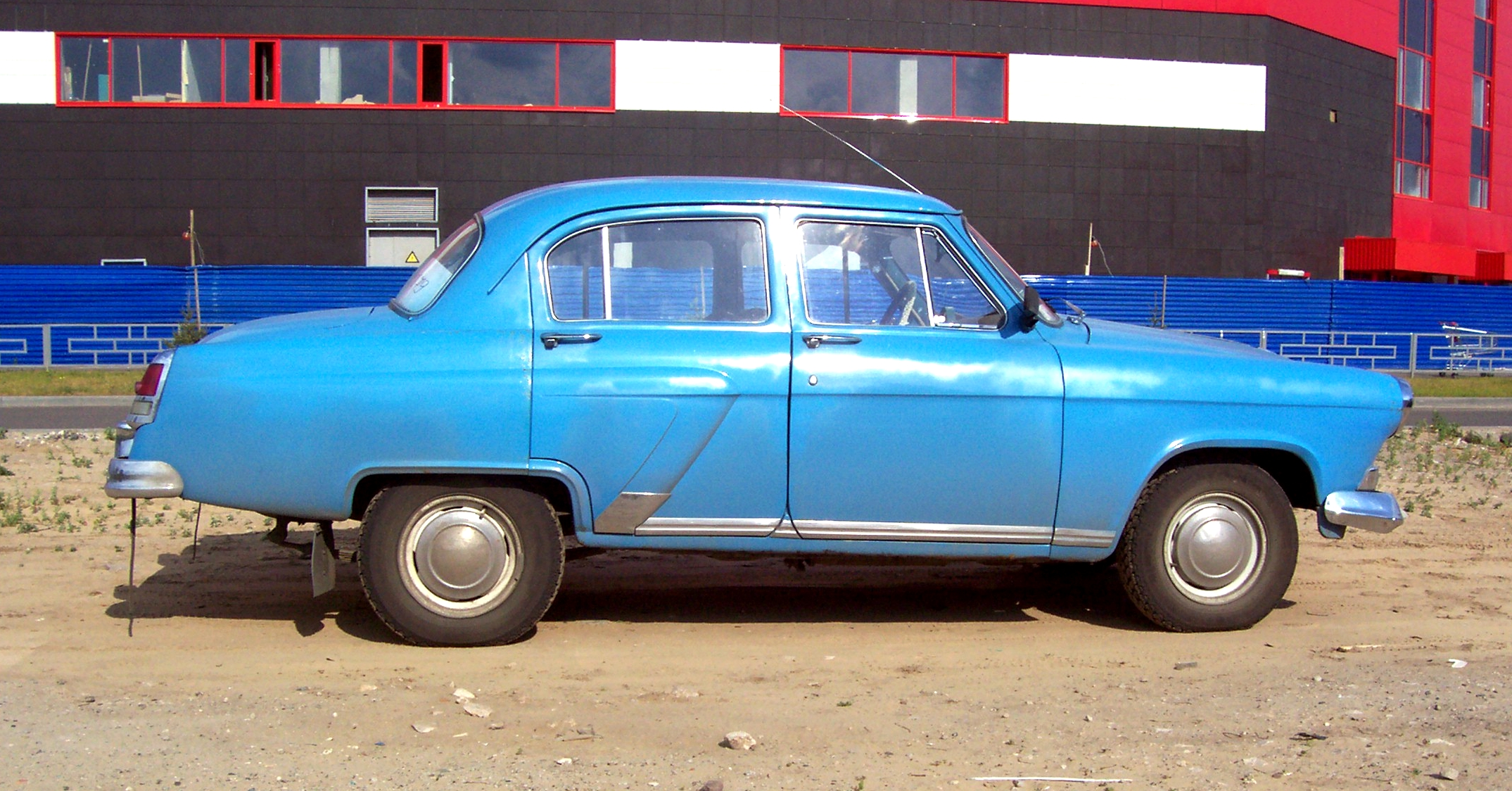
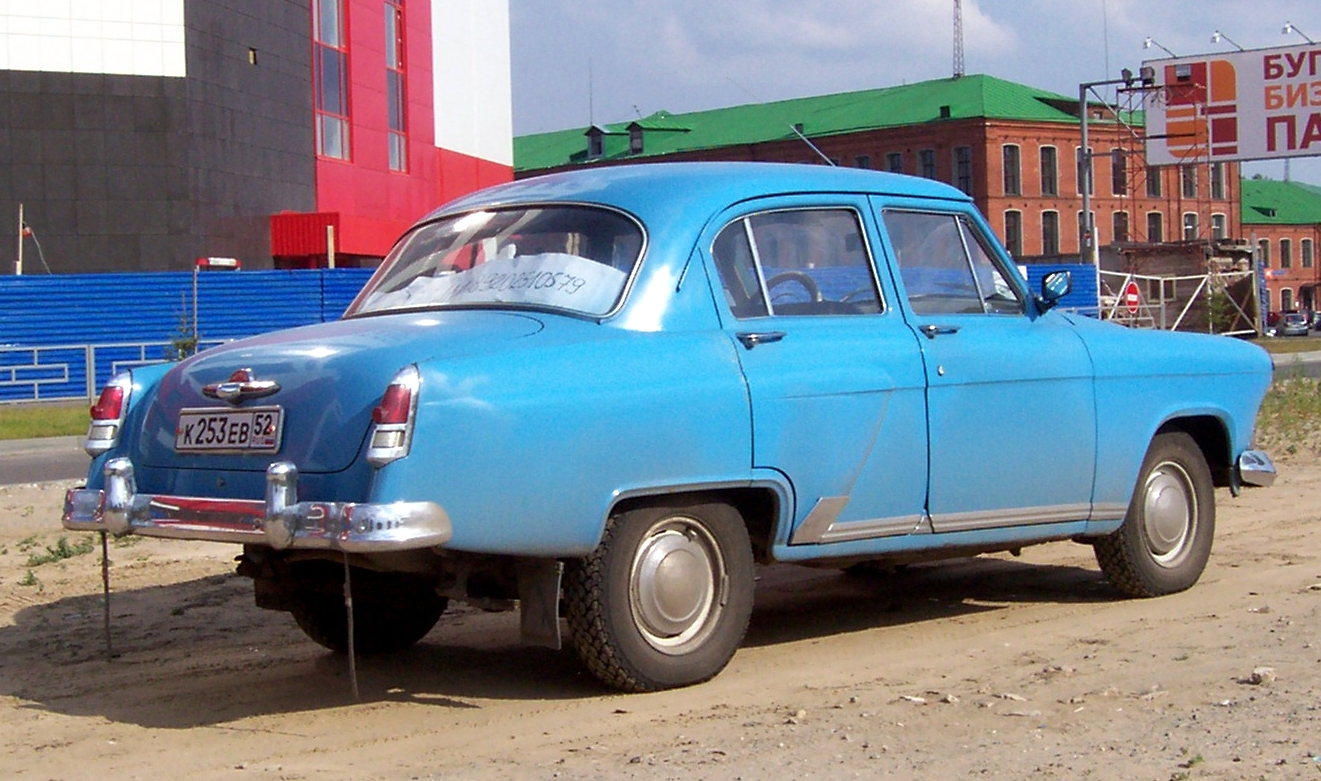
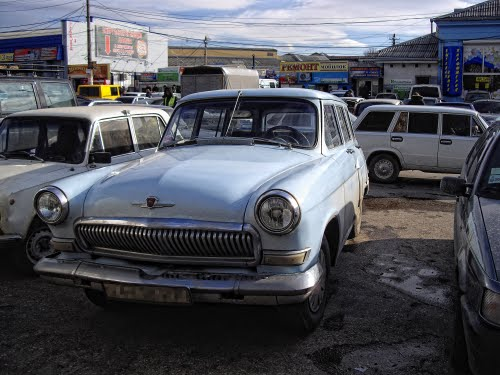
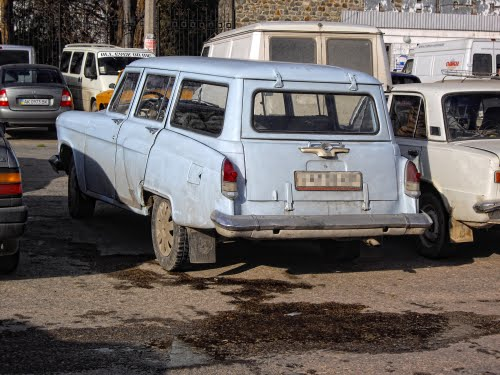
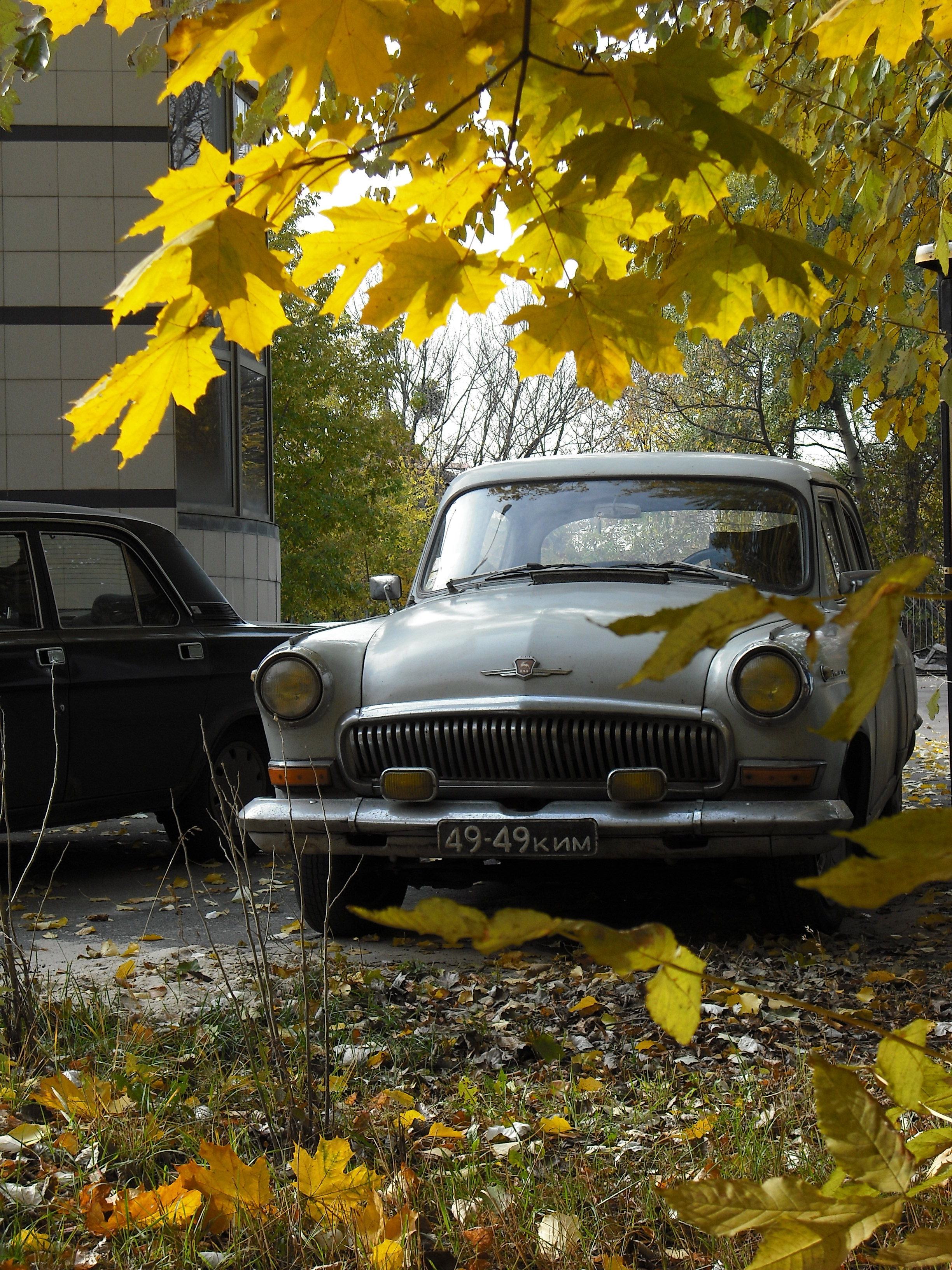